# 瑪喜樂
瑪喜樂（1914年9月29日—2007年4月26日），美國長老教會傳教士，以在臺灣彰化縣二林鎮創立喜樂保育院，照顧身心障礙兒童多年聞名。1995年獲頒第五屆醫療奉獻獎。

## 生平
瑪喜樂出生於華盛頓州格蘭特郡那培爾鎮（今摩西湖市），父親Finley Mcdonald，母親Elsie Mckittrick Mcdonald。1932年，她自摩西湖的中學畢業，時逢大萧条，在水果包裝廠打工。曾就讀加州大學柏克萊分校春季班醫學預科，但因無錢而中斷。23歲結婚，婚後定居在加州柏克萊，在舊金山經營杏仁果園。35歲父親去世。37歲丈夫過世，同年在柏克萊第一長老教會擔任秘書。

### 謝緯牽線來臺灣
1954年7月，謝緯醫師在返回臺灣前路經舊金山，應邀在第一長老教會證道，說了一些關於台灣當時醫療狀況，以及回台灣後打算要從事的宣教與醫療工作，計畫在埔里籌建一專門治療肺病的醫院。瑪喜樂在此場合認識了謝緯，捐款了325美元。她有位朋友在年輕時就死於肺病，讓她認同要幫助肺病病患的謝緯。之後她透過書信和台灣保持著連絡。
1959年春，瑪喜樂母親過世。同年秋，瑪喜樂經由夏威夷、日本，來到埔里的基督教山地中心診所（今埔里基督教醫院）。返美後，她變賣家產，帶著從教會募集的衣物及藥品，1959年5月再度搭船來到台灣，開始她在台灣的多年的奉獻。她除在埔里基督教醫院內工作，同時也在山地伯特利聖經書院教英文。

### 至彰化二林服務
當謝緯決定在二林設立醫院時，瑪喜樂也決定離開埔里，前往二林。1964年5月，瑪喜樂來到二林，除了在醫院工作，有時也隨謝緯到鄉下義診。她在鄉下看到有許多窮困的小兒麻痺只能爬地，父母根本沒有能力扶養。同年11月3日，首間由台灣人所設立的教會醫院－二林基督教醫院（今彰化基督教醫院二林分院）創院，首日門診小兒麻痺患者時，就來二百多位患者。見此狀況的瑪喜樂，決定要為照料小兒麻痺病患。
1965年8月，二林基督教醫院正式成立附設小兒麻痺的保育院，首批收留十六名院童，全由瑪喜樂負責照護。1967年9月，該院附設的小兒麻痺兒童保育院改名為「二林基督教保育院」，持續接收與治療小兒麻痺孩童。

### 成立喜樂保育院

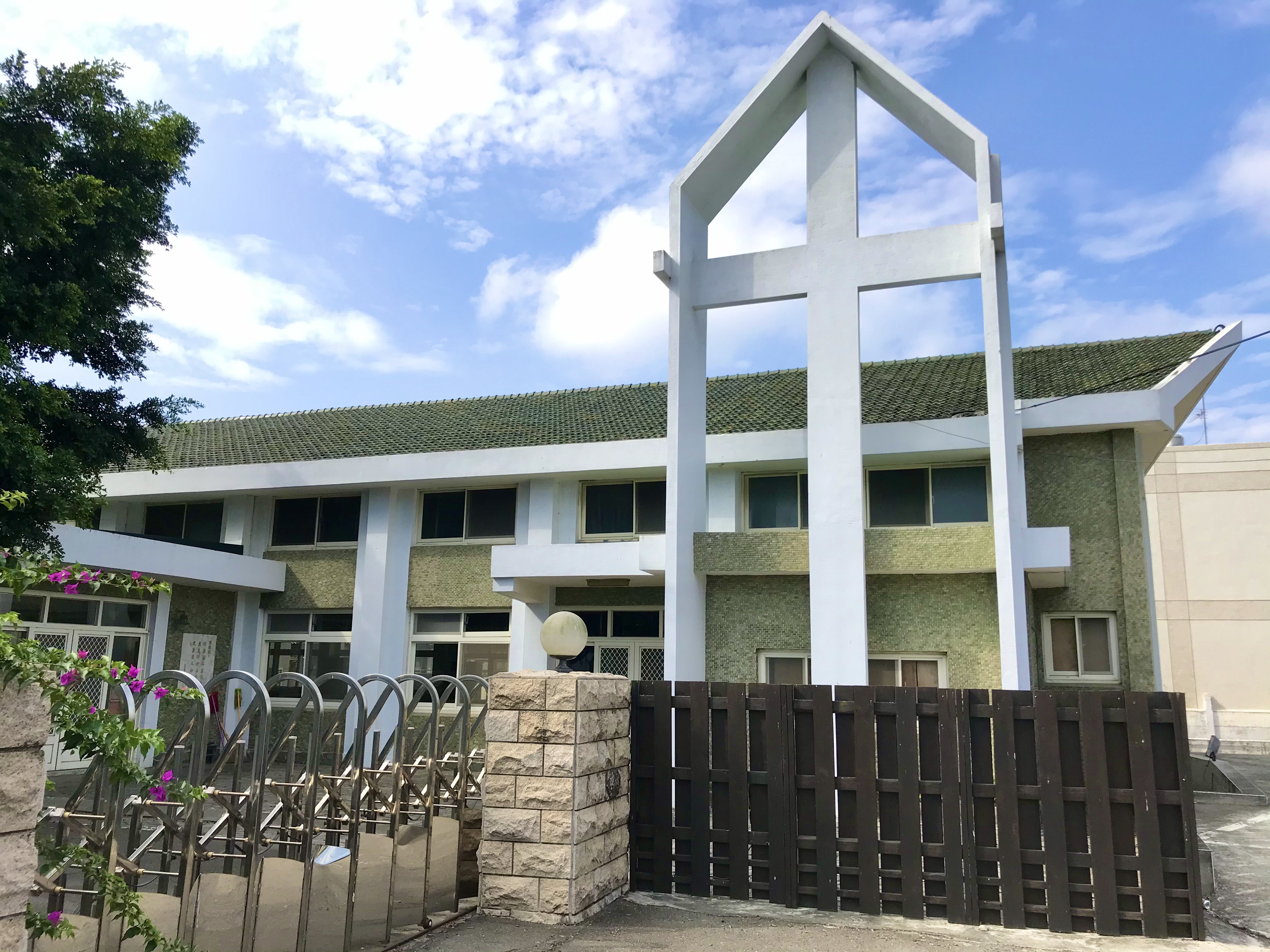
喜樂保育院

1970年5月，保育院正式立案為「彰化縣私立基督教喜樂保育院」，位於彰化縣二林鎮中西里。次月，謝緯因車禍身亡。同年9月，五棟為孩子設計的房舍落成，81名孩童入住。成立之初，在人力、財力匱乏下，瑪喜樂身兼數職，除行政管理，還兼駕駛、院舍打掃等事務。
1970年12月7日，好人好事運動推行委員會公佈瑪喜樂、羅文思、宋瑋達、曾虛白等為今年好人代表。
當時二林國小並不歡迎小兒麻痺病童就讀，瑪喜樂便說服二林鎮中正國小校長安排院童就讀受教育，校方還在校園做一些益於殘障者的措施。每當院童生病，瑪喜樂總親抱送去看醫生。她從不伸手扶著院童，而是鼓勵院童自己站起來。她還幫過一名院童去到屏東尋找家屬下落。許多人在瑪喜樂的感召下加入義工，有教師、農人、商人、公務員、醫護人員、還有義工是在當地賣神龕佛具。
其中鹿港人謝瑞立為日後長期的捐助者。

### 晚年生涯與榮耀
1970年瑪喜樂獲選為「彰化縣第十三屆好人好事代表」。1995年由時任中華民國總統李登輝親頒第五屆醫療奉獻獎。1997年獲內政部選為「績優外籍宗教人士」。1998年由臺灣省政府授予「榮譽省民」。1999年得華夏三等獎章。2000年7月3日，內政部部長張博雅代表前總統李登輝拜訪瑪喜樂，頒贈紫色大綬景星勳章。2002年，瑪喜樂被台灣基督長老教會總會封立為「榮譽宣教士」。2005年11月17日，時任中華民國總統陳水扁專程南下二林鎮頒發第三屆總統文化獎給瑪喜樂。
後來，瑪喜樂罹患失智症，得靠輪椅代步，且已數度進入加護病房。2005年4月16日，她呼吸不順，再度進入彰化基督教醫院二林分院治療，病情沒有好轉，由於她之前清醒時曾簽署拒絕急救聲明，因此並無插管急救，只用非侵襲性正壓呼吸器。情況更惡化後，眾人決定將她帶回喜樂保育院。
瑪喜樂病危的消息傳開後，分散各地的喜樂保育院畢業院生紛紛回來探望。4月25日晚間10點過後，彌留之際，保育院一級主管及員工、畢業院生等20多人在院長莊孝盛帶領下在其側吟唱多首她生前喜愛的聖詩，並於次日安詳辭世，享耆壽92歲。骨灰置於院內的瑪喜樂紀念花園。並訂於5月19日上午追思禮拜。
追思禮拜當日，台灣基督長老教會總會以最高榮譽舉辦，時任中華民國總統陳水扁也特別到場頒贈褒揚令，並將她的事蹟列入國史館。

## 身後
瑪喜樂的事蹟被列為南一版國小五上教科書內的〈阿嬤大愛的故事〉，當地二林國小校長要求全校師生熟讀，另外還有前往他校演講。
彰化縣籍的作家康原，自2006年起收集資料，訪問喜樂保育院畢業、已經成年自立的院童，訪問保育院的教師和行政人員、義工、贊助者，出版瑪喜樂的傳記《二林的美國媽祖》。
2015年4月18日，喜樂保育院邀請春風文創公司、虎尾屋頂上的貓彩繪團隊、二林高中美術班、二林鎮社區團體，近三百人用十面牆畫出瑪喜樂的一生。同年8月11日，春豐文創公司台北舉行記者會，將她的故事以動畫呈現。同年10月，保育院鄰近的二林高中，舉辦藝術聯展紀念。

## 逸事
瑪喜樂為人謙虛，每當二林鎮鄉親讚揚她的貢獻時，她總是回答：「我並沒有那麼好，是上帝做的！是大家做的！」
瑪喜樂愛狗，會帶皮膚病的流浪狗回來照顧，即使讓她被感染，依然對癩皮狗依舊愛護。有人問她喜歡什麼樣的狗，想要送她，她就回答說漂亮的狗都有人照料，因此不需要她，至於沒人要的醜狗才真正需要她照顧。
若有院童打架，瑪喜樂就會令他們原地罰站，不動手處罰，但有幾次她美國朋友的小孩在保育院霸凌院童，她就當場打那名美國小孩屁股。
瑪喜樂能說有海口腔的臺灣閩南語。

## 外部連結
- 財團法人基督教瑪喜樂社會福利基金會 （页面存档备份，存于）